# Clase Trento
La clase Trento fue una clase compuesta por tres cruceros pesados de la Regia Marina.
Basados en estos, fueron construidos para la Armada Argentina otros dos buques, que entraron en servicio en 1931 con los nombres Almirante Brown y Veinticinco de Mayo (Clase Veinticinco de Mayo). Las unidades argentinas, eran de dimensiones algo menores y portaban artillería principal de 190/52 mm en lugar de la original de 203 mm. Otra diferencia era la existencia de una única chimenea, en lugar de las dos que presentaban las unidades italianas.

## Barcos de la clase

### Trento
El Trento fue botado en 1926 y entró en servicio 2 años después. En febrero de 1932 fue enviado a Tianjin, China, formando parte del Batallón de San Marco, cuya función consistía en realizar una demostración de combate a los chinos para la preparación de la guerra contra Japón; se retiró el 30 de junio. En la guerra civil española el Trento realizó operaciones en el Mediterráneo.
Durante la Segunda Guerra Mundial, el Trento combatió en las batallas de Calabria, Cabo Spartivento, Matapán y Sirte. El 15 de junio de 1942, mientras atacaba a un convoy con rumbo a Malta, el Trento fue atacado por un avión británico Bristol Beaufort a las 5:15 de la mañana y quedó inutilizado: el destructor Da Verrazzano se quedó a ayudarle mientras el resto de la flota italiana atacaba el convoy. A las 9:10 apareció el submarino HMS Umbra y lo torpedeó, provocando la explosión del polvorín, y dejando muy poco tiempo a la tripulación para abandonar el barco; el Trento se hundió a las 9:15. Más de la mitad de la tripulación murieron, ya fuera por la explosión, hundiéndose con el barco o incluso por las cargas de profundidad lanzadas por la escolta del crucero para destruir al submarino. El pecio del Trento se encuentra en el fondo del mar Jónico, es decir, en la zona más profunda del Mediterráneo.

### Trieste
El Trieste fue botado en 1927 y puesto en servicio en 1929, sirviendo como buque insignia de la tercera división. En 1940 participó en la batalla de Cabo Spartivento y en noviembre del año siguiente fue torpedeado, teniendo que ser objeto de reparaciones. Volvió al servicio activo en verano de 1942. El 10 de abril de 1943 mientras estaba en la base de Cerdeña, el Trieste fue atacado y hundido por aviones B-24 de la USAAF. El casco fue reflotado después de la guerra y vendido a España en 1951 para ser convertido en portaaviones en Ferrol, pero este proyecto fue abandonado y el casco del Trieste se utilizó para proporcionar piezas para buques de la armada española que estaban en construcción, antes de ser desguazado.

### Bolzano
Se inició la construcción del Bolzano transcurrido un año desde la botadura del Trento y entró en servicio un año después de que lo hiciera el Trieste. Presentaba diferencias considerables respecto a sus gemelos, hasta el punto de que podría ser considerado como una clase propia. Participó en la batalla de Calabria, donde fue alcanzado repetidas veces por cruceros británicos, a pesar de lo cual no sufrió daños graves, participó posteriormente en la batalla del cabo Spartivento. El 25 de agosto de 1941 el Bolzano fue atacado por el submarino HMS Triumph y las reparaciones se demoraron por 3 meses, siendo víctima de ataques aéreos en ese lapso de tiempo. En agosto de 1942, mientras operaba con el crucero ligero Muzio Attendolo, fue torpedeado por el submarino Unbroken; los daños fueron tan graves que el pañol tuvo que ser inundado para evitar una explosión de la munición, siendo el buque remolcado hasta La Spezia. Aún estaba en reparaciones cuando Italia se rindió en septiembre de 1943 y fue apresado por los alemanes, que no llegaron a repararlo. Fue hundido por la resistencia italiana el 21 de junio de 1944 en un ataque mediante torpedos. Fue reflotado y vendido para su desguace en 1947.